# 吉羅福
吉羅福（George B. Glover；1827年7月8日—1885年10月4日）)  是十九世紀後半一名美國駐華外交官，也曾任清朝的海關稅務司。

## 簡歷
| 不遲於1858年4月 －不早於1858年9月 | 駐上海副領事及署理領事              |
| 1859年6月前後                     | 駐上海領事                          |
| 1859-1870                         | 廣州海關稅務司（見費正清等, p.41）  |
| 1870-1872                         | 回鄉休假（見費正清等, p.70）        |
| 1872年4月－1873年10月             | 福州海關稅務司                      |
| 1876年前後                        | 上海海關稅務司（見費正清等, p.227） |
| 1879年前後                        | 駐上海領事                          |
| 1882年前後                        | 九江海關稅務司                      |

## 逸事

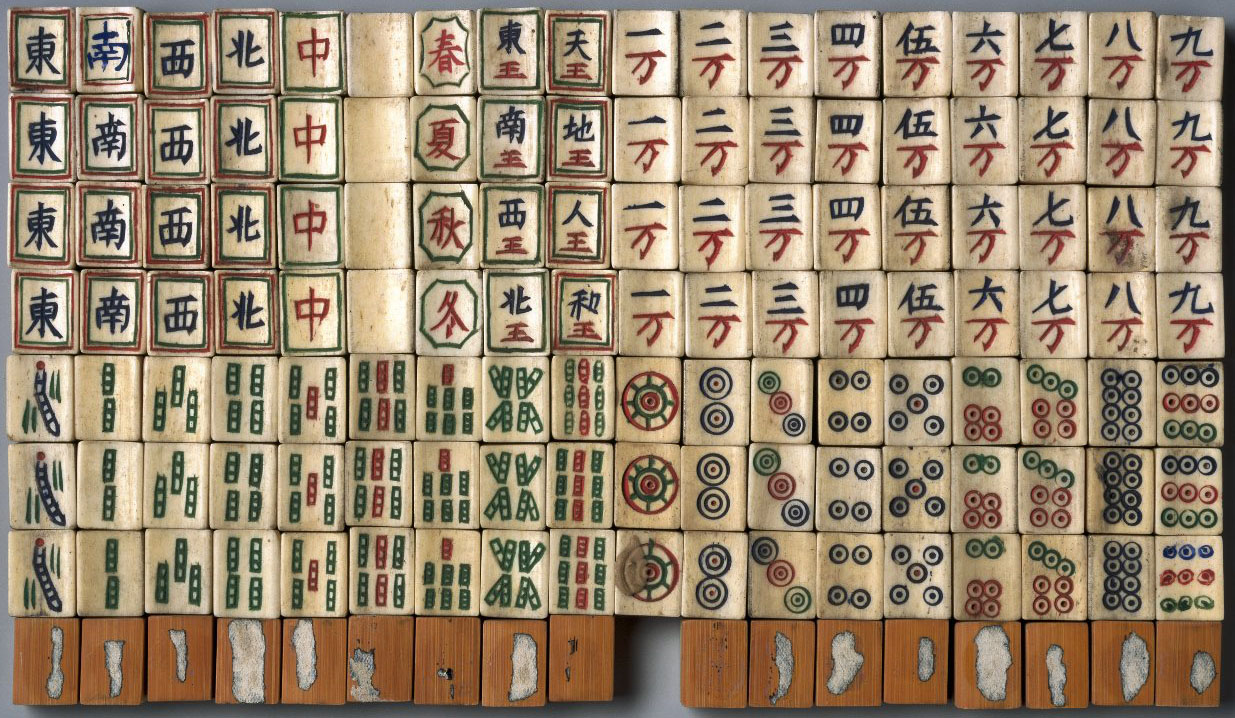
吉羅福在1875年捐贈給長島歷史學會的麻雀牌。

世界上現存的兩副最早麻雀牌具，皆由吉羅福購自福州，並在1875年分別捐贈給美國自然歷史博物館和美國長島歷史學會。